# Enchelycore schismatorhynchus
Enchelycore schismatorhynchus es una especie de pez de la familia de los morénidas en el orden de los Anguilliformes.

## Morfología
Los machos pueden llegar a alcanzar los 120 cm de longitud total.

## Distribución geográfica
Se encuentra desde las Islas Chagos hasta las Islas Marquesas, las Islas de la Sociedad, las Islas Ryukyu e Islas Marianas.